# Муравльское сельское поселение
Муравльское се́льское поселе́ние — муниципальное образование в Троснянском районе Орловской области Российской Федерации.
Административный центр — село Муравль.

## История
Статус и границы сельского поселения установлены Законом Орловской области от 19 ноября 2004 года № 444-ОЗ «О статусе, границах и административных центрах муниципальных образований на территории Троснянского района Орловской области».

## Население
| 2010 | 2012 | 2013 | 2014 | 2015 | 2016 | 2017 |
| ---- | ---- | ---- | ---- | ---- | ---- | ---- |
| 657  | ↘638 | ↘634 | ↘618 | ↘579 | ↘568 | ↘562 |
| 2018 | 2019 | 2020 | 2021 | 2023 |      |      |
| ↘537 | ↗539 | ↘515 | ↘490 | ↘466 |      |      |

## Состав сельского поселения
| №  | Населённый пункт | Тип населённого пункта       | Население |
| -- | ---------------- | ---------------------------- | --------- |
| 1  | Александровский  | посёлок                      | 10        |
| 2  | Алмазовский      | посёлок                      | 4         |
| 3  | Дегтярный        | посёлок                      | 1         |
| 4  | Измайлово        | деревня                      | 21        |
| 5  | Масловка         | деревня                      | 56        |
| 6  | Мишкинский       | посёлок                      | 5         |
| 7  | Могилёвский      | посёлок                      | ↘74       |
| 8  | Муравль          | село, административный центр | ↘316      |
| 9  | Обыдёнки         | деревня                      | 14        |
| 10 | Рудово           | деревня                      | 38        |
| 11 | Соложёнки        | посёлок                      | 1         |
| 12 | Турейка          | деревня                      | ↘115      |